# Département de Capayán
Le département de Capayán est une des 16 subdivisions de la province de Catamarca, en Argentine. Son chef-lieu est la ville de Huillapima.
Le département a une superficie de 4 284 km2. Sa population s'élevait à 14 137 habitants, selon le recensement de 2001, d'où une densité de 2,5 hab./km2.
Administrativement, il est divisé en 12 districts : Capayán (en), Huillapima, Los Ángeles (en), Concepción (en), Colonia Nueva Coneta, Miraflores (en), San Pedro, Coneta (en), Colonia del Valle (en), Puestos del Sur, Chumbicha et Puestos del Norte.

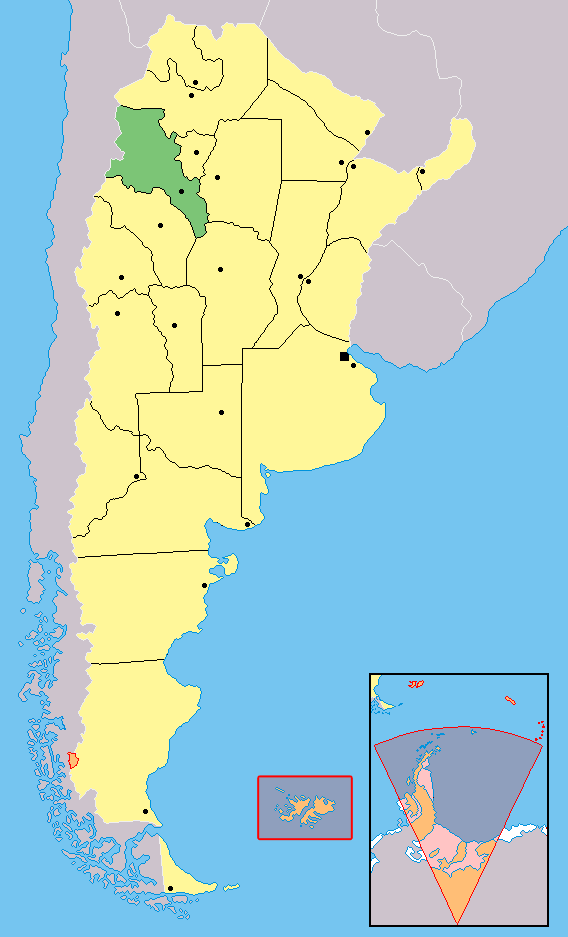
Localisation de la province de Catamarca en Argentine.

## Villes et localités
- Chumbicha
- Colonia Nueva Coneta
- Huillapima, chef-lieu